# 塔维尔

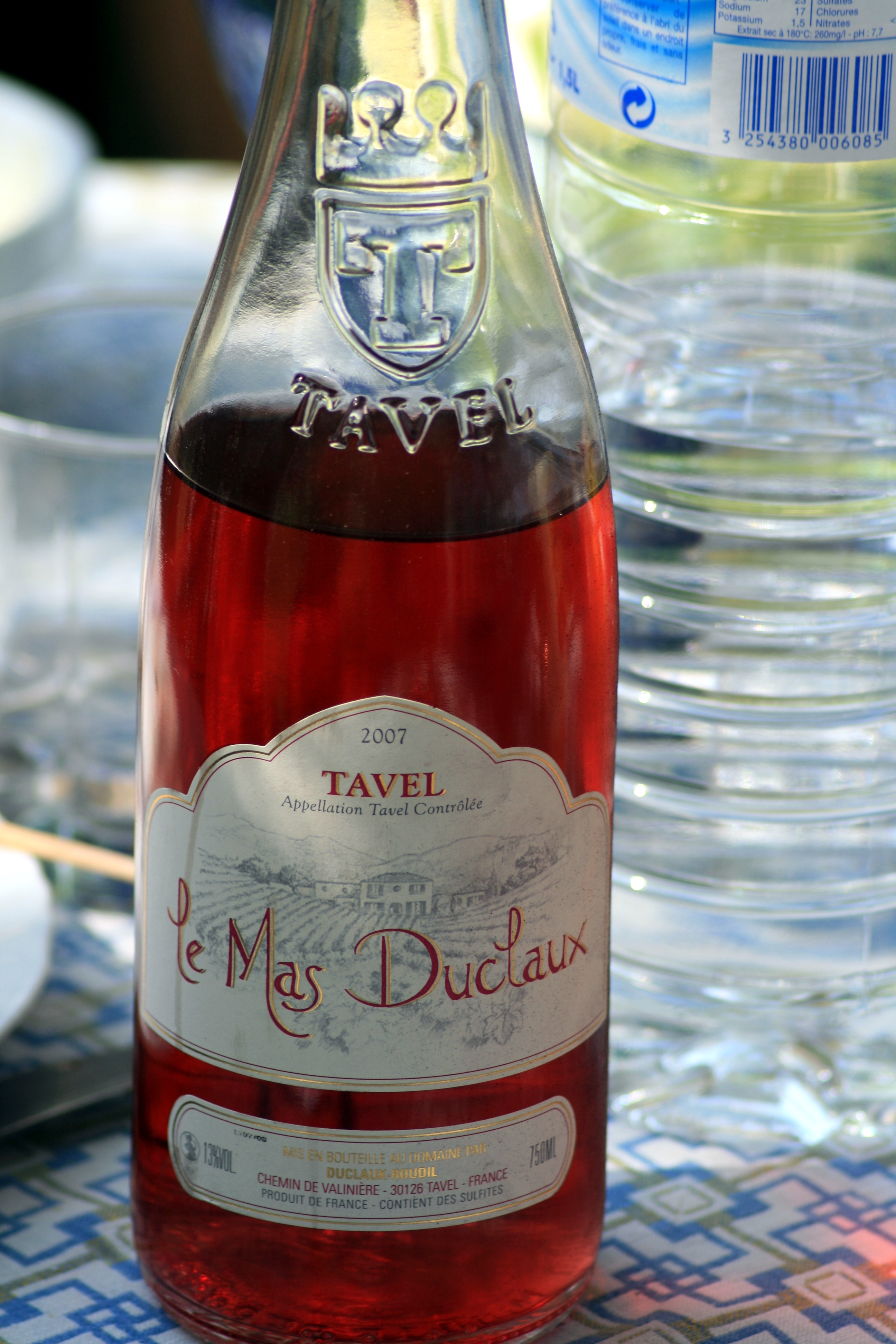
塔维尔桃红葡萄酒

塔维尔（法語：Tavel）是位于法国罗讷河谷地区塔韦勒的葡萄酒法定产区，与教皇新堡隔河而望。塔维尔所产的皆为桃红葡萄酒，酒精含量至少为11%。该产区葡萄园面积为933公顷，平均每公顷产量为4200升。
法国国王腓力四世、路易十四，阿维尼翁教皇，作家巴尔扎克、海明威等知名人物都是塔维尔葡萄酒的爱好者。
塔维尔葡萄酒也是少数适合陈年的桃红葡萄酒。